# Lawrence Foster
Lawrence Foster (Los Angeles, Califórnia, 23 de outubro de 1941) é um maestro Americano, (Diretor Artístico / Maestro Titular) da Orquestra Gulbenkian.
De ascendência romena, nasceu em 1941 em Los Angeles. É um grande divulgador e intérprete da música de George Enescu, tendo sido, entre 1998 e 2001, Director Artístico do Festival Georges Enesco. 
Tornou-se maestro do San Francisco Ballet, com 18 anos, e atuou como regente da Los Angeles Philharmonic com a Direção de Zubin Mehta. Ocupou o cargo de diretor musical com a Orquestra Sinfónica de Houston, a Orchestre Philharmonique de Monte Carlo, a Orquestra Sinfônica de Jerusalém, e a Orquestra Sinfônica de Barcelona e Nacional da Catalunha.